# Vicente Greco
Vicente Greco (3 de febrero de 1886-5 de octubre de 1924) fue un músico de tango que se destacó como compositor, director de orquesta y bandoneonista, uno de los más representativos del período conocido como Guardia vieja.

## Biografía
Se instaló inicialmente en los bares y salones del popular barrio de La Boca, uno de los principales barrios de inmigrantes de Buenos Aires. Fue también el primer músico tanguero en ser contratado para inaugurar el salón Armenonville, en 1911, un cabaré musical que se constituyó en uno de los principales centros de difusión del tango.
Escribió su primer tango, El morochito en 1905. El famoso cantante Carlos Gardel era su amigo personal y grabó varios tangos de su autoría, como Pobre corazoncito (con letra de Numa Córdoba), La percanta está triste, Alma porteña y Argentina.

## Tangos
Entre las obras que compuso se encuentran:
- Alma porteña
- Argentina
- Ausencia
- Barba’e choclo
- Chicotazo
- Criollo viejo
- De raza
- El cuzquito
- El eléctrico
- El estribo
- El flete
- El garrotazo
- El mejicano
- El morochito (1905)
- El pangaré
- El pato de la Z
- El perverso
- El pibe
- Estoy penando
- Italianita
- Kiki
- La canota
- La gauchita
- La infanta
- La milonguera
- La paica
- La percanta está triste
- La regadera
- La viruta
- Los soñadores
- María Angélica
- Máscara dura
- Montaraz
- Muela careada
- Noche brava
- Ojos negros (1910)
- Pachequito
- Pobre corazoncito (con letra de Numa Córdoba)
- Popoff
- Pueyrredón
- ¡Qué nene!
- Racing Club
- Rodríguez Peña
- Saladillo
- Zazá